# Emmersdorf an der Donau
Emmersdorf an der Donau je městys v Rakousku ve spolkové zemi Dolní Rakousy v okrese Melk. Žije zde přibližně 1 800 obyvatel.

## Geografie

### Geografická poloha
Emmersdorf an der Donau se nachází ve spolkové zemi Dolní Rakousy v regionu Waldviertel. Rozloha území městyse činí 29,69 km², z nichž 52,6 % je zalesněných.

### Části obce
Území městyse Emmersdorf an der Donau se skládá ze čtrnácti částí (v závorce uveden počet obyvatel k 1. 1. 2018):
- Emmersdorf an der Donau (720)
- Fahnsdorf (72)
- Gossam (264)
- Grimsing (138)
- Hain (122)
- Hofamt (118)
- Luberegg (18)
- Mödelsdorf (23)
- Pömling (56)
- Rantenberg (42)
- Reith (30)
- Sankt Georgen (131)
- Schallemmersdorf (44)
- Seegarten

### Sousední obce
- na severu: Maria Laach am Jauerling
- na východě: Schönbühel-Aggsbach
- na jihu: Melk
- na západě: Leiben

## Politika

### Obecní zastupitelstvo
Obecní zastupitelstvo se skládá z 19 členů. Od komunálních voleb v roce 2015 zastávají následující strany tyto mandáty:
- 11 ÖVP
- 4 GRÜNE
- 4 SPÖ

### Starostové
- do roku  2009 Ferdinand Brandhofer (ÖVP)
- 2009–2014 Erwin Neuhauser (ÖVP)
- 2014–2020 Josef Kronsteiner (ÖVP)
- od roku 2020 Richard Hochratner (BNE)